# Řečice u Humpolce
Řečice (deutsch Retschitz) ist eine Gemeinde in Tschechien. Sie liegt sieben Kilometer nördlich von Humpolec und gehört zum Okres Pelhřimov.

## Geographie
Řečice befindet sich in der Böhmisch-Mährischen Höhe.
Nachbarorte sind Bystrá und Dolní Město im Norden, Lipnice nad Sázavou im Nordosten, Kejžlice im Südosten, Malý Budíkov und Budíkov im Süden, Pusté Lhotsko im Südwesten, Proseč im Westen sowie Záběhlice und Velké Křepiny im Nordwesten.

## Geschichte
Die erste urkundliche Erwähnung von Řečice erfolgte 1307.

## Gemeindegliederung
Die Gemeinde Řečice besteht aus den Ortsteilen Bystrá (Bistra), Křepiny (Kschepin), Řečice (Retschitz) und Záběhlice (Sabiechlitz). Grundsiedlungseinheiten sind Bystrá, Malé Křepiny (Klein Kschepin), Řečice, Velké Křepiny (Groß Kschepin) und Záběhlice.
Das Gemeindegebiet gliedert sich in die Katastralbezirke Křepiny und Řečice u Humpolce.

## Sehenswürdigkeiten
- Wallfahrtskirche St. Georg in Řečice
- Kapelle des Hl. Johannes Maria Vianney in Velké Křepiny, sie wurde am 14. August 2005 durch Altbischof Karel Otčenášek geweiht